# تیپ ۱۶۴ پیاده پیرانشهر
تیپ ۱۶۴ پیاده پیرانشهر یا تیپ ۱۶۴ متحرک هجومی از تیپ‌های پیاده‌نظام نیروی زمینی ارتش جمهوری اسلامی ایران و زیرمجموعه لشکر ۶۴ پیاده ارومیه است، که پادگان و ستاد فرماندهی آن در شهر پیرانشهر، استان آذربایجان غربی مستقر می‌باشد. تیپ ۱۶۴ پیاده پیرانشهر در خلال جنگ ایران و عراق، از یگان‌های عمل‌کننده ارتش جمهوری اسلامی ایران و تحت امر لشکر ۶۴ پیاده ارومیه بود. هم‌اکنون سرهنگ رضا دولت‌یاری فرماندهی تیپ ۱۶۴ پیاده پیرانشهر را برعهده دارد.